# Buzuluk
Buzuluk a.s. ist ein in Komárov u Hořovic (Okres Beroun, Tschechien) ansässiges Maschinenbauunternehmen.

## Geschichte
Ihren Ursprung hat die heutige Buzuluk a.s. in einem Eisenhammerwerk, dessen Historie bis ins 15. Jahrhundert zurückreicht. Ende des 17. Jahrhunderts erwarb die Fürstenfamilie von Vrbno die Eisenwerke. Berühmtheit erhielt die Eisenhütte später für ihre Kunstgußerzeugnisse. Im 19. Jahrhundert wurden vor allem Gusseisengeschirr, Ofenplatten und eiserne Architekturelemente produziert.
Im Jahre 1902 wurde die Gießerei von der Firma Petzold gekauft, die das Produktionsprofil um Maschinenelemente erweiterte. 1904 begann die Produktion von gehärteten Walzen. Im Oktober 1919 wurde der Betrieb in eine Aktiengesellschaft umgewandelt. Ein weiteres Standbein wurde die Herstellung emaillierter Bedewannen. Ab 1932 produzierte man Kolbenringe für Verbrennungsmotoren, die später Hauptprodukt des Werkes wurden. 
Nach dem Zweiten Weltkrieg wurde die Firma aufgrund des Dekretes des Präsidenten vom 24. Oktober 1945 verstaatlicht. Sie firmierte ab 1949 als BUZULUK Komárov n.p. Im Jahre 1952 übernahm die Firma die Herstellung von Gummiwerkmaschinen von der Schuhfabrik Svit, Gottwaldov. 
Im Jahr 1960 ging eine neue Gießerei in Betrieb. Die Produktion des Betriebes beschränkte sich nun auf die drei Produktgruppen  Gummiwerkmaschinen, Kolbenringe und Emailliewaren. Mitte der 1980er Jahre wurden jährlich über 20 Millionen Kolbenringe hergestellt. Nahezu alle Motorenhersteller in der Tschechoslowakei bezogen ihre Kolbenringe von Buzuluk. 
Im Jahr 1992 wurde Buzuluk in eine Aktiengesellschaft umgewandelt. 1996 wurde das Unternehmen von ČGS gekauft.